# San Cayetano (Chiapas)
San Cayetano es una localidad del estado mexicano de Chiapas. Es parte del municipio de El Bosque.

## Toponimia
El nombre «San Cayetano» hace referencia al santo patrono de la localidad: Cayetano de Thiene.

## Demografía
| Gráfica de evolución demográfica |
|                                  |

| Censo | Población |
| ----- | --------- |
| 1940  | 216       |
| 1950  | 299       |
| 1960  | 297       |
| 1970  | 421       |
| 1980  | 187       |
| 1990  | 1 135     |
| 2000  | 1 191     |
| 2010  | 1 833     |
| 2020  | 1 945     |